# Дорохов, Владимир Вячеславович
Влади́мир Вячесла́вович До́рохов (18 февраля 1954, Сухуми — 18 декабря 2024) — советский волейболист, игрок сборной СССР (1975—1982). Олимпийский чемпион 1980, двукратный чемпион мира (1978 и 1982), двукратный обладатель Кубка мира (1977 и 1981), четырёхкратный чемпион Европы. Нападающий. Заслуженный мастер спорта СССР (1978), мастер спорта СССР международного класса (1975), мастер спорта СССР (1973).

## Биография
Волейболом начал заниматься в 1967 году в ДЮСШ г. Сухуми. Первый тренер — Р. А. Диленян. Выступал за команды: 1971—1972 — «Буревестник» (Тбилиси), 1972—1974 — ЦСКА, 1974—1986 — «Автомобилист» (Ленинград). Чемпион СССР 1974, семикратный серебряный призёр чемпионатов СССР (1976—1982), бронзовый призёр союзных первенств (1975 и 1985), обладатель Кубка СССР 1983, обладатель Кубка чемпионов 1974, победитель Кубка обладателей кубков ЕКВ 1981 и 1982. В составе сборной Ленинграда серебряный призёр Спартакиады народов СССР 1975.
В сборной СССР в официальных соревнованиях выступал в 1975—1982 годах. В её составе: олимпийский чемпион 1980, серебряный призёр Олимпийских игр 1976, двукратный чемпион мира (1978 и 1982), двукратный победитель розыгрышей Кубка мира (1977 и 1981), четырёхкратный чемпион Европы (1975, 1977, 1979, 1981). В 1973 стал чемпионом Европы среди молодёжных сборных команд.
В 1986—1991 годах в качестве играющего тренера выступал за команды Финляндии (1986—1990 — «Рантаперкиён Иску», 1991 — «Лойму»). Чемпион Финляндии 1988, серебряный призёр чемпионата Финляндии 1989.
В 2006—2007 годах — тренер мужской команды «Еврострой» (Санкт-Петербург), резерва «Автомобилиста», игравшей в первой лиге. Тренировал пляжных волейболисток Санкт-Петербурга. Окончил Ленинградский институт советской торговли в 1974 году.
В 1980 году награждён орденом «Знак Почёта», в 2008 году — почётным знаком ВФВ «За заслуги в развитии волейбола в России», в 2013 году — почётным знаком ВФВ «За вклад в победу на Олимпийских играх», в 2018 году — орденом Вячеслава Платонова.
Умер 18 декабря 2024 года в возрасте 70 лет.

## Источник
- Волейбол. Энциклопедия/Сост. В. Л. Свиридов, О. С. Чехов. — Томск: Компания «Янсон», 2001.